# Sousveillance

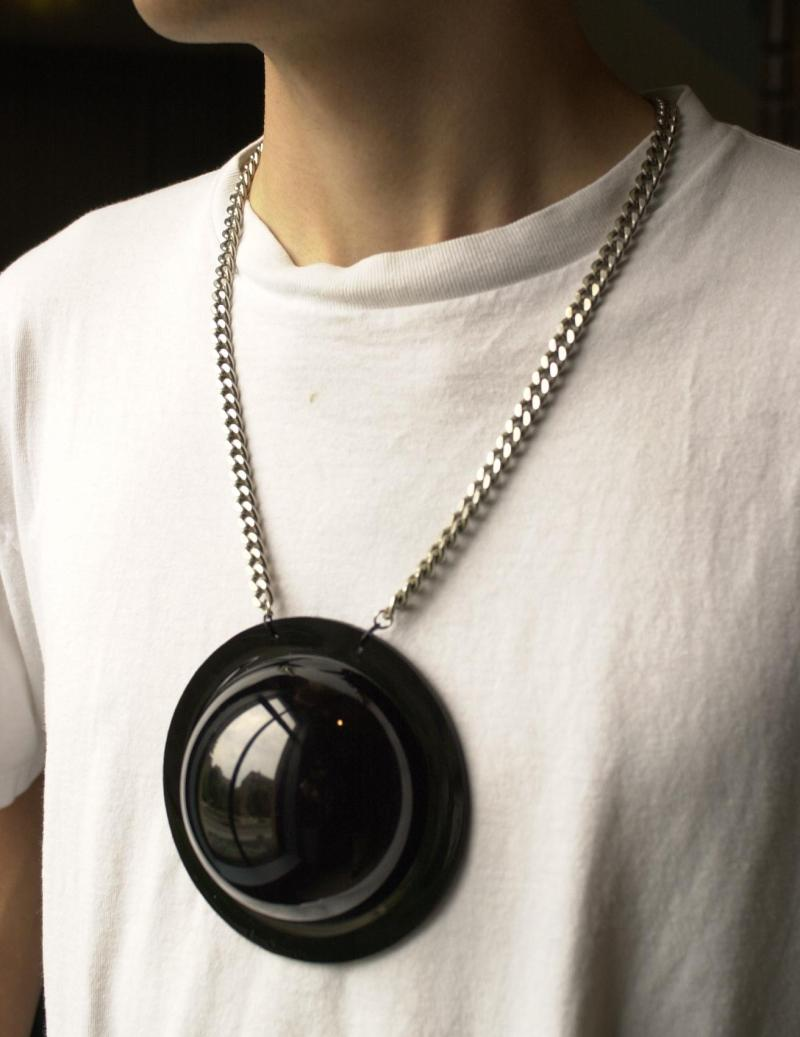
Bärbar trådlöst internetansluten webbkamera, som kontinuerligt spelar in vad bäraren ser och hör

Sousveillance är ett begrepp som betyder gräsrotsbevakning, bevakning underifrån.
Sousveillance ("undervakning") betecknar motsatsen till övervakning (franska "surveillance"), det vill säga medborgarnas metod för att bevaka makthavare, och tillskrivs den amerikansk-kanadensiske datorprofessorn Steve Mann. Internet och trådlöst uppkopplade kameror kan skapa ett nytt balanssystem för datoråldern. Det har en teknisk anknytning i så måtto att det utgår från den enskilda individens möjlighet idag att med enkla tekniska hjälpmedel storskaligt i vardagen dokumentera händelser med video- och ljudupptagning. Begreppets innebörd är att enskilda individer kollektivt kan till någon del balansera den övervakningsmöjlighet som den tekniska utvecklingen i informationssamhället – med insamling, bearbetning och lagring av mycket stora datamängder – ger de institutioner som har politiska och/eller ekonomiska resurser.